# Centre d'alerte des tsunamis dans le Pacifique
Pour les articles homonymes, voir Tsunami (homonymie).
Le centre d’alerte des tsunamis dans le Pacifique, en anglais Pacific Tsunami Warning Center abrégé en PTWC, est un centre de mesure et d'alerte sur les tsunamis dans l'océan Pacifique. Il est basé à ʻEwa Beach (en) à Hawaï. Il est chargé d'informer la plupart des pays entourant l'océan Pacifique, ainsi que Hawaï et les intérêts américains dans le Pacifique, en Alaska et sur la côte ouest des États-Unis. Ces zones sont également couvertes par le West Coast / Alaska Tsunami warning Center (WC/ATWC) basé à Palmer en Alaska.

## Objectifs
Le centre d’alerte des tsunamis dans le Pacifique prévient systématiquement toutes les bases navales américaines du monde d'un péril tel qu'un séisme en même temps que les nations du Pacifique.
L'objectif principal est de détecter et de localiser les tremblements de terre importants dans la région du Pacifique, pour déterminer leur probabilité de provoquer des tsunamis et d'informer rapidement et efficacement les populations du Pacifique pour prévenir et limiter les effets des tsunamis. Pour cela, le centre mesure continuellement l'activité sismique et le niveau de l'océan Pacifique.
Le Centre d’alerte des tsunamis dans le Pacifique est un programme international qui requiert la participation de la plupart des services de séismologie, de communication et de secours de la plupart des nations qui entourent le Pacifique.

## Histoire
Ce sont les tsunamis responsables de destruction massive sur la baie de Hilo (Hawaï) le 1er avril 1946 qui ont décidé les États-Unis à créer le centre d’alerte des tsunamis dans le Pacifique en 1949 opéré par l’U.S. National Geodetic Survey. C'est le premier centre d'alerte et de mesure des tsunamis au monde.
En 1965, les Américains l'ont associé à un réseau international de mesure et d'alerte.